# Княжичский сельский совет (Сумская область)
Княжичский сельский совет (укр. Княжицька сільська рада) — входит в состав
Ямпольского района
Сумской области
Украины.
Административный центр сельского совета находится в
с. Княжичи
.

## Населённые пункты совета
- с. Княжичи
- с. Весёлый Гай
- с. Гирино
- с. Орлов Яр
- с. Степановка